# Zapallo
Zapallo ist eine Ortschaft und eine Parroquia rural („ländliches Kirchspiel“) im Südwesten des Kantons Flavio Alfaro der ecuadorianischen Provinz Manabí. Die Parroquia besitzt eine Fläche von 112,11 km². Die Einwohnerzahl lag im Jahr 2010 bei 3689. Die Parroquia wurde am 6. August 1992 gegründet.

## Lage
Der etwa 150 m hoch gelegene Hauptort Zapallo befindet sich 11 km westsüdwestlich des Kantonshauptortes Flavio Alfaro an der E38 (Flavio Alfaro–Chone). Eine Nebenstraße zweigt bei Zapallo nach Norden ab und führt nach Convento. Die Parroquia liegt in der Cordillera Costanera. Die Wasserscheide zwischen den Einzugsgebieten von Río Jama im Westen und Río de Oro, einem Zufluss des Río Daule, im Osten führt durch das Verwaltungsgebiet.
Die Parroquia Zapallo grenzt im Nordosten und im Osten an die Parroquia Flavio Alfaro sowie im Süden und im Westen an die Parroquias Ricaurte und Eloy Alfao (beide im Kanton Chone). 

## Orte und Siedlungen
In der Parroquia befinden sich neben dem Hauptort 35 Comunidades, darunter La Guayabilla, El Tigre, Reyes, El Mono, Entrada de Monos, Tiwinza, Javier, Pozones, Río Javier, Agua Buena, Guineo, Los Frejoles, Hostaiza, Góngora, Pacho Arriba, Buenos Aires, Las Piedras, Estero Bajo, Zapallito, Camarones, Las Canas, Las Laja, El Cuello, Los Ángeles de la Cantera, La Cantera, Jaboncillo, El Moral, Turriaga, 10 de Agosto, Buena Vista, Palma Sola, Zapallo 2, Bellavista und Yesca.